# Salve Regina
Het "Salve Regina" is een van de vier Maria-antifonen, die elk in een andere periode van het jaar worden gezongen. Het Salve Regina wordt gezongen tussen Drievuldigheidszondag en het feest van Christus Koning.
De andere drie antifonen zijn Ave Regina Caelorum, Regina Caeli en Alma Redemptoris Mater.
Ook bidt men het wel aan het eind van het rozenkransgebed.

## Tekst
| Latijn | Nederlands | Gregoriaanse notatie |
| --- | --- | -------------------- |
| Salve, Regina, Mater misericordiae, vita, dulcedo, et spes nostra, salve. Ad te clamamus, exsules filii Evae. Ad te suspiramus, gementes et flentes in hac lacrimarum valle. Eia, ergo, advocata nostra, illos tuos misericordes oculos ad nos converte; et Iesum, benedictum fructum ventris tui, nobis post hoc exsilium ostende. O clemens, O pia, O dulcis Virgo Maria. (In sommige gevallen gevolgd door:) Ora pro nobis, sancta Dei genitrix, Ut digni efficiamur promissionibus Christi. | Wees gegroet, koningin, moeder van barmhartigheid; ons leven, onze vreugde en onze hoop, wees gegroet. Tot u roepen wij, ballingen, kinderen van Eva; tot u smeken wij, zuchtend en wenend in dit dal van tranen. Daarom dan, onze voorspreekster, sla op ons uw barmhartige ogen; en toon ons, na deze ballingschap, Jezus, de gezegende vrucht van uw schoot. O goedertieren, o liefdevolle, o zoete maagd Maria. Bid voor ons, heilige moeder van God, Opdat wij de beloften van Christus waardig worden |                      |

## Minder letterlijke vertaling
U groeten wij, Maria, koningin en moeder vol goedheid.
Bij u vinden wij het leven, de vreugde en de hoop.
Wij roepen u aan op onze pelgrimstocht.
Wees de lijdende mensheid nabij.
Gedenk ons, zie barmhartig op ons neer
en leid ons door het leven naar Jezus, uw Zoon.
Moeder vol goedheid en liefde, heilige maagd Maria.